# Araneus bastarensis
Araneus bastarensis este o specie de păianjeni din genul Araneus, familia Araneidae, descrisă de Gajbe în anul 2005. Conform Catalogue of Life specia Araneus bastarensis nu are subspecii cunoscute.